# Signaler (bridge)
Pour les articles homonymes, voir Signaler.
Au bridge les défenseurs peuvent choisir des cartes particulières à jouer pour communiquer un signal. L'ensemble des techniques mises en œuvre pour transmettre cette information est appelée signalisation.

## Types de signaux

### En fournissant une petite
On distingue généralement 3 types d'informations transmissibles par les petites cartes :

#### Signal d'attitude
Ce signal concerne l'intérêt porté à la couleur jouée. On parle donc aussi de signal d'appel/refus. Dans le SEF, fournir une carte haute est un appel et une carte basse un refus.
Par exemple, si le partenaire entame de l'As de pique (montrant le Roi), vous pouvez signaler avec le neuf que vous détenez la dame ou un doubleton (demandant qu'il continue la suite), ou avec le trois que vous ne détenez rien pour lui dans cette couleur.
Ce signal se retrouve aussi lorsque l'on part de la plus petite carte d'une couleur, marquant ainsi un intérêt pour la couleur: on parle de petit prometteur.

#### Signal de compte
Ce signal donne une information de compte dans la couleur jouée. Bien sûr, on ne peut pas, en une carte, donner une information aussi précise que "j'ai 3, 4, 5 ou 6 cartes". Ce signal se borne à donner une information de parité. Dans le SEF, jouer les petites cartes en montant montre un compte impair, les jouer en descendant (on dit aussi "en écho") montre un compte pair. 
Ainsi, lorsque l'on fournit le 2 dans une couleur, on montre sans ambiguïté un compte impair de cette couleur. Dans le cas d'un compte pair, 
- Avec 4 ou 6 cartes, on fournit d'abord la 3ème plus petite
- Avec 2 cartes, on fournit d'abord la plus grande

Exemple: le joueur doit fournir une carte en 2ème, il fournit:
| Teneur du joueur dans la couleur demandée | 1ère carte à fournir | Cartes fournies ultérieurement                        |
| ----------------------------------------- | -------------------- | ----------------------------------------------------- |
| ♠ 3 2                                     | ♠3                   | Ultérieurement, fournir le 2                          |
| ♠ R 3 2                                   | ♠2                   | Ultérieurement, fournir dans l'ordre le 3, etc.       |
| ♠ R 4 3 2                                 | ♠4                   | Ultérieurement, fournir dans l'ordre le 2, le 3, etc. |
| ♠ R 6 5 4 3 2                             | ♠4                   | Ultérieurement, fournir dans l'ordre le 2, le 3, etc. |

Si le joueur décide de fournir une grosse carte, par exemple en 3ème, il fournit par la suite les cartes restantes dans l'ordre pair-impair du résidu. Dans l'exemple précédent, s'il avait d'abord fourni le Roi 3ème et qu'il lui restait 2 cartes, il fournirait ensuite la plus forte des deux et la plus faible en dernier.
Cette information, alliée aux enchères, à l'entame et au jeu du mort, permet en général aux bons joueurs de reconstituer la distribution du déclarant en tout début de coup et, ainsi, de contrecarrer son plan de jeu.
Le compte à l'atout est ordinairement inversé, mais souvent les bons joueurs ne le donnent pas pour éviter de renseigner le déclarant. Il peut servir à indiquer le désir ou la possibilité de couper.
Par ailleurs, le SEF donne une exception au principe de l'entame en pair-impair : lorsque l'on entame à SA sous un honneur, on entame de la 4ème meilleure.

#### Signal de préférence
Ce signal est utilisé pour marquer une préférence vis-à-vis des autres couleurs que celle qui est jouée. Comme il y a 4 couleurs et que la couleur principale du déclarant (l'atout éventuellement) est connue, il reste 2 couleurs entre lesquelles on marquera une préférence par la hauteur de la carte jouée, comparée à l'ordre des couleurs (♠ ♥ ♦ ♣ en descendant).
L'appel de préférence se fait en contexte de coupe possible. Hélas, il est parfois difficile pour votre partenaire de discerner cet appel de celui d'attitude (appel à continuation à la couleur). Par exemple, l'atout étant ♥, votre partenaire entame de l'As de ♦. Vous jouez le 9 de ♦. S'agit-il d'un appel à rejouer ♦, ou bien d'un appel de préférence pour les ♠, couleur la plus chère des restantes en dehors de ♦ et ♥ ? Voir à ce sujet: Utilisation des signaux.
Il existe cependant d'autres techniques telles l'UDCA, bien utile à connaître si vous jouez sur Internet.

### En jouant une grosse carte
On peut aussi, dans ces situations, fournir une information. Celle-ci sera le plus souvent relative à la teneur de la couleur jouée.
- En entamant ou en partant d'un honneur

Lorsque l'on entame un honneur, on promet généralement l'honneur ou les honneurs immédiatement inférieurs. On entame donc en tête de séquence.
- En fournissant un honneur

Lorsqu'on joue en 3e ou en 4e pour essayer de faire la levée ou forcer une carte de l'adversaire, on fournit la plus petite des équivalentes.

## Utilisation des signaux
On a coutume de le dire, une carte ne peut transmettre qu'une information à la fois. Toute la difficulté de la signalisation est de déterminer, à chaque carte jouée, le type d'information attendue ou, réciproquement, transmise par le partenaire. Le SEF prescrit des règles précises à cet égard en face de l'entame:
- Contrat à SA :
  - L'entame de l'As ou de la Dame demande une signalisation d'appel/refus
  - L'entame du Roi demande le déblocage d'un honneur, ou bien la parité si le partenaire n'a pas d'honneur
  - Sinon, le partenaire donne la parité
- Contrat à l'atout :
  - Sur l'entame d'un As ou d'un Roi :
    - S'il y a 3 petites cartes au mort, le partenaire doit signaler l'appel/refus
    - S'il y a un singleton au mort ou bien présumé dans l'une des autres mains, le partenaire doit donner un signal préférentiel

  - Sinon, le partenaire donne la parité.

## Signalisation en défausse
Lorsque vous n'avez plus de carte dans la couleur demandée, et que vous devez défausser, le SEF vous recommande la signalisation du compte en pair-impair. D'autres conventions sont utilisées en France:

### Première défausse italienne
Il s'agit de défausser une carte de rang impair dans une couleur où l'on souhaite signaler une force au partenaire (plus la carte est petite, plus l'appel est fort généralement). La défausse d'une carte de rang pair signale un désintérêt pour la couleur ; de plus le rang de la carte peut montrer une préférence pour une autre couleur. Par exemple la défausse d'un 2♦ signale que l'on n'est pas intéressé par les ♦ mais que, en revanche, les ♣ (la moins chère des couleurs restantes pour une basse carte) peuvent présenter un intérêt. La défausse d'un 5♠ marque un intérêt pour les ♠.

### Défausse Lavinthal
Il s'agit de défausser d'une couleur pour laquelle on n'a aucun intérêt. La hauteur de la carte révélant une préférence pour l'une ou l'autre des couleurs restantes (hors couleur demandée). Par exemple, si ♠ est demandé, la défausse du 8♥ montre un désintérêt pour les ♥ et une préférence pour la plus chère (la plus haute) des deux couleurs restantes, donc ♦.

### Le compte
Le SEF considère que l'information prioritaire est la distribution de la main du déclarant et on privilégie donc de fournir l'information sur le compte de la couleur défaussée. Cette stratégie peut s'accompagner de la convention d'appel direct où, lorsqu'un joueur souhaite demander impérativement le jeu dans une couleur, il y fournit ou y défausse une grosse carte (comme à la belote).

## Pour conclure
Deux ou trois petites remarques en guise de conclusion :
- On ne peut signaler qu'avec les cartes qu'on a. Si la plus petite carte possible est un 8, ce sera au partenaire de s'en rendre compte à la vue des autres cartes de la couleur.
- On l'oublie parfois, la priorité absolue en défense est de ne pas livrer de levée et il est parfois déjà suffisamment dur de fournir à la couleur.

## Sources
- Le Système d'Enseignement Français, Fédération Française de Bridge, 2018[1].
- Les appels de préférence, Philippe Toffier, Ed. Promobridge.